# 時よ炎のごとく!
『時よ炎のごとく!』（ときよほのおのごとく）は、1980年3月15日から同年7月26日まで、フジテレビ系列の『土曜劇場』（毎週土曜21:00 - 21:54）の枠で放送されたテレビドラマ。全20回。

## 内容
舞台は東京・銀座の老舗デパート『銀屋』。銀屋は三代目社長の山岸銀右衛門が病に倒れ入院、社長不在となった後は桂木、小坂の二人の取締役が次期社長の座を争い、権力を振るうようになった。特に小坂は自分の立場を良くしようと外商部に厳しいノルマを課し、そのあまりの厳しさから自殺者も出るほどだった。しかし銀屋は時の流れにも乗り遅れ、「シンエー」などのライバルスーパーなどの勢いもあって経営が悪化。経営危機に瀕した銀屋を立て直すべく、パリ支店に勤務していた高木隆司が本店に呼び戻され、営業部長に就任。そして高木は新進気鋭として注目を集めるデザイナー・若林久美を銀屋の専属にするための交渉にとりかかり、そして社運を賭けた久美のデザインによるプライベートブランド「チャーム・クミ」のプロジェクトをスタートさせた。久美は高木にとって、パリに居た時に恋仲になった関係でもあったが、実は異母兄妹の関係でもあった。しかし、久美はその真相を未だ知らなかった…。「武蔵デパート」など同業ライバルとのしのぎ合い、「エルマート」からの妨害工作、更には政治献金事件に巻き込まれるなど、高木らが社内・社外の敵と戦い、経営再建に取り組むその姿を描いた。
本作は、前年1979年に同じ土曜劇場の枠で放送された『時よ燃えて!』に次ぐ『時よシリーズ』とされている。

## キャスト
- 高木隆司：加山雄三
- 若林久美：梶芽衣子
- 浜田梨枝：野際陽子 - 教育課長
- 桂木一郎（専務）：芦田伸介
- 小坂毅（常務）：永井智雄
- 高木雅代：渡辺美佐子 - 隆司の義母で、久美の実母
- 中沢：高橋悦史 - スーパー「シンエー」社長
- 大島俊也：柴俊夫
- 山岸志乃：村田知栄子 - 銀右衛門の妻
- 梅原浩治（店長・総務部長）：青木義朗
- 池田令子：秋野暢子 - 銀屋店員、芦川の恋人
- 杉山幸子：池波志乃 - 銀屋店員
- 桂木亜紀：真行寺君枝 - 銀屋レジ係
- 芦川：名高達郎 - 銀屋元店員
- 前田茂：高橋長英 - 「チャーム・クミ」のプロジェクトチームリーダー
- 横山：小林昭二 - 保安課長
- 森村：渥美国泰 - 「エルマート」専務
- 鈴木康夫：久富惟晴
- 浜田真紀子：中島朋子 - 梨枝の娘
- 佐々木剛
- 山本道子
- 大和撫子
- 山岸銀右衛門：上原謙（特別出演）

ゲスト
- 澄子：倉野章子（第4話、第5話）
- 三井歌江：白石奈緒美（第11話）
ファッション界で女王的存在のデザイナー。久美をライバル視している。
- 藤沢：川合伸旺（第17話）- 業界紙記者

## スタッフ
- プロデューサー：中村敏夫、中本逸郎
- 脚本：佐々木守（全話担当）
- 演出：富永卓二、諏佐正明
- 音楽：渡辺岳夫
- 技術・TD・SW ：梅谷昌弘
- 照明：本間利明
- VE：田中十内、油谷忍
- カメラ：波田野憲雄、藤江雅和、中村晴人、岩沢忠夫
- 音声：河内正勝、間野目政孝、杉山直樹、篠良一
- VTR：岡野利丸
- 美術：藤森信之
- ファッションアドバイザー：オートクチュール・ミヤ、ミヤ彩登美
- 制作協力：フジプロダクション
- 協力：加山プロモーション
- 制作：フジテレビ

## 主題歌
- たちはらるい『振り向けば風の街』
  - 作詞：藤公之介、作曲：弾厚作（加山雄三）、編曲：馬飼野俊一

## サブタイトル
| 話数 | 放送日        | サブタイトル         | 演出     |
| ---- | ------------- | -------------------- | -------- |
| 1    | 1980年3月15日 | （サブタイトル無し） | 富永卓二 |
| 2    | 1980年3月22日 | （〃）               | 富永卓二 |
| 3    | 1980年3月29日 | （〃）               | 富永卓二 |
| 4    | 1980年4月5日  | 幼児誘拐事件I        | 諏佐正明 |
| 5    | 1980年4月12日 | 幼児誘拐事件II       | 富永卓二 |
| 6    | 1980年4月19日 | 舶来品売込作戦       | 富永卓二 |
| 7    | 1980年4月26日 | 偽宝石鑑定事件       | 富永卓二 |
| 8    | 1980年5月3日  | 狙われた銀屋         | 諏佐正明 |
| 9    | 1980年5月10日 | 母と娘 運命の再会    | 諏佐正明 |
| 10   | 1980年5月17日 | 母と娘の相克         | 富永卓二 |
| 11   | 1980年5月24日 | 華麗に舞う友禅模様   | 富永卓二 |
| 12   | 1980年5月31日 | 仕組まれた黒い噂     | 諏佐正明 |
| 13   | 1980年6月7日  | デパート放火事件     | 富永卓二 |
| 14   | 1980年6月14日 | 哀し! 母娘の絆       | 富永卓二 |
| 15   | 1980年6月21日 | 発覚! 麻薬密売       | 富永卓二 |
| 16   | 1980年6月28日 | デパート爆破予告     | 諏佐正明 |
| 17   | 1980年7月5日  | 謎の脅迫電話         | 諏佐正明 |
| 18   | 1980年7月12日 | パリ支店転勤命令     | 富永卓二 |
| 19   | 1980年7月19日 | 母と娘、涙の再会     | 諏佐正明 |
| 20   | 1980年7月26日 | 幸せの旅路           | 富永卓二 |